# Dukuh (Indramayu)
Dukuh is een bestuurslaag in het regentschap Indramayu van de provincie West-Java, Indonesië. Dukuh telt 3524 inwoners (volkstelling 2010).